# 제87회 아카데미상
제87회 아카데미상(영어: 87th Academy Awards)은 영화 예술 과학 아카데미 (AMPAS)가 주최하는 상이며, 2014년 영화를 대상으로 2015년 2월 22일에 캘리포니아주 로스앤젤레스 할리우드의 돌비 극장에서 시상식이 행해졌다. 사회자는 닐 패트릭 해리스이다.

## 수상 및 후보
후보는 2015년 1월 15일 PST 오전 5시 38분 (UTC 13시 38 분 / EST 오전 8시 38분)에 캘리포니아주 베벌리힐스의 새뮤얼 골드윈 극장에서 발표되었다. 알폰소 쿠아론과 J. J. 에이브럼스가 11개 부문을, 크리스 파인과 셰릴 분 아이작스 (영화 예술 과학 아카데미 회장)가 13개 부문을 발표했다. 시상식의 프로듀서를 맡은 닐 메론과 크레이그 제이든의 제안을 받아 이번에 24개 부문 후보 발표가 생중계되었다. 최다 후보는 《버드맨》과 《그랜드 부다페스트 호텔》로, 9개 부문에 후보에 올랐다.
| 작품상 | 감독상 |
| --- | --- |
| - 《버드맨》 - 알레한드로 곤살레스 이냐리투, 존 레셔, 제임스 W. 스코치도폴 - 《아메리칸 스나이퍼》 - 클린트 이스트우드, 로버트 로런즈, 앤드루 라자, 브래들리 쿠퍼, 피터 모건 - 《보이후드》 - 리처드 링클레이터, 캐슬린 서덜랜드 - 《그랜드 부다페스트 호텔》 - 웨스 앤더슨, 스콧 루딘, 스티븐 M. 랄레스, 제러미 도슨 - 《이미테이션 게임》 - 노라 그로스먼, 이도 오스트로스키, 테디 슈워츠먼 - 《셀마》 - 크리스천 콜슨, 오프라 윈프리, 디디 가드너, 제러미 클라이너 - 《사랑에 대한 모든 것》 - 팀 베번, 에릭 펠너, 리사 브루스, 앤서니 매카튼 - 《위플래쉬》 - 제이슨 블럼, 헬렌 에스트라브룩, 데이비드 랭커스터 | - 알레한드로 곤살레스 이냐리투 - 《버드맨》 - 웨스 앤더슨 - 《그랜드 부다페스트 호텔》 - 리처드 링클레이터 - 《보이후드》 - 베넷 밀러 - 《폭스캐처》 - 모르텐 튈둠 - 《이미테이션 게임》 |
| 남우주연상 | 여우주연상 |
| - 에디 레드메인 - 《사랑에 대한 모든 것》 - 스티븐 호킹 역 - 스티브 커렐 - 《폭스캐처》 - 존 듀폰 역 - 브래들리 쿠퍼- 《아메리칸 스나이퍼》 - 크리스 카일 역 - 베네딕트 컴버배치 - 《이미테이션 게임》 - 앨런 튜링 역 - 마이클 키턴 - 《버드맨》 - 리건 톰슨 역 | - 줄리앤 무어 - 《스틸 앨리스》 - 앨리스 홀런드 역 - 마리옹 코티야르 - 《내일을 위한 시간》 - 산드라 비야 역 - 펄리시티 존스 - 《사랑에 대한 모든 것》 - 제인 호킹 역 - 로저먼드 파이크 - 《나를 찾아줘》 - 에이미 엘리엇던 역 - 리스 위더스푼 - 《와일드》 - 셰릴 스트레이드 역 |
| 남우조연상 | 여우조연상 |
| - J. K. 시먼스- 《위플래쉬》 - 테런스 플레처 역 - 로버트 듀발 - 《더 저지》 - 조지프 파머 역 - 이선 호크 - 《보이후드》 - 메이슨 에번스 시니어 역 - 에드워드 노턴 - 《버드맨》 - 마이크 샤이너 역 - 마크 러펄로 - 《폭스캐처》 - 데이브 슐츠 역 | - 퍼트리샤 아켓 - 《보이후드》 - 올리비아 에번스 역 - 로라 던 - 《와일드》 - 바버라 "보비" 그레이 역 - 키이라 나이틀리 - 《이미테이션 게임》 - 조앤 클라크 역 - 에마 스톤 - 《버드맨》 - 샘 톰슨 역 - 메릴 스트리프 - 《숲속으로》 - 마녀 역 |
| 각본상 | 각색상 |
| - 《버드맨》 - 알레한드로 곤살레스 이냐리투, 니콜라스 자코보네, 알렉산데르 디네랄리스 주니어, 아르만도 보 - 《보이후드》 - 리처드 링클레이터 - 《폭스캐처》 - E. 맥스 프라이, 댄 퍼터먼 - 《그랜드 부다페스트 호텔》 - 웨스 앤더슨, 휴고 기니스 - 《나이트크롤러》 - 댄 길로리 | - 《이미테이션 게임》 - 그레이엄 무어 - 앤드루 호지스의 Alan Turing: The Enigma - 《아메리칸 스나이퍼》 - 제이슨 홀 - 크리스 카일, 스콧 매큐언, 짐 디펠리스의 American Sniper - 《인히어런트 바이스》 - 폴 토머스 앤더슨 - 토머스 핀천의 Inherent Vice - 《사랑에 대한 모든 것》 - 앤서니 매카튼 - 제인 와일드 호킹의 Travelling to Infinity: My Life with Stephen - 《위플래쉬》 - 데이미언 셔젤 - 동명의 단편 영화      |
| 장편 애니메이션 작품상 | 외국어 영화상 |
| - 《빅 히어로》 - 돈 홀, 크리스 윌리엄스, 로이 콘리 - 《박스트롤》 - 앤서니 스테이치, 그레이엄 애나블, 트래비스 나이트 - 《드래곤 길들이기 2》 - 딘 드블루아, 보니 아너들 - 《바다의 노래: 벤과 셀키요정의 비밀》 - 톰 무어, 폴 영 - 《가구야 공주 이야기》- 타카하타 이사오, 니시무라 요시아키 | - 《이다》 - 파벨 포리코프스키 (폴란드어) - 《리바이어던》 - 안드레이 즈뱌긴체프 (러시아어) - 《텐저린즈》 - 자자 우루샤제 (에스토니아어) - 《팀북투》 - 아브데라만 시사코 - 《나에게 일어날 여섯가지 복수: 와일드 테일즈》 - 데미안 스지프론 (스페인어) |
| 장편 다큐멘터리 영화상 | 단편 다큐멘터리 영화상 |
| - 시티즌포 - 로라 포이트러스, 마틸드 본푸아, 더크 윌루츠키 - 비비안 마이어를 찾아서- 존 말루프, 찰리 시스켈 - 라스트 데이즈 인 베트남 - 로리 케네디, 키븐 매켈리스터 - 제네시스: 세상의 소금 - 빔 벤더스, 렐리아 와닉 살가도, 데이비드 로지어 - 브룽가 - 올란도 폰 아인지델, 조애나 나타세가라 | - Crisis Hotline: Veterans Press 1 - 엘런 구전버그 켄트, 데이나 페리 - Joanna - 애니타 코파츠 - Our Curse - Tomasz Śliwiński, Maciej Ślesicki - The Reaper - 게이브리얼 세라 아겔로 - White Earth - J. 크리스천 젠슨 |
| 단편 영화상 | 단편 애니메이션 작품상 |
| - The Phone Call - 맷 커크비, 제임스 루커스 - Aya - 오데드 비넌, 미할 브레지스 - Boogaloo and Graham - 마이클 레녹스, 로넌 블레이니 - Butter Lamp (La Lampe au beurre de yak) - 휴 웨이, 줄리앙 페레 - Parvaneh - 탈콘 함자비, 스테판 아이셴베르거 | - 피스트 - 패트릭 오즈번, 크리스티나 리드 - 더 비거 픽쳐 - 데이지 제이컵스, 크리스토퍼 히스 - 댐 키퍼 - 로버트 콘도, 다이스 츠츠미 - 미 앤 마이 몰튼 - 토릴 코이 - 어 싱글 라이프 - 조리스 오프린스 |
| 음악상 | 주제가상 |
| - 《그랜드 부다페스트 호텔》 - 알렉상드르 데스플라 - 《이미테이션 게임》 - 알렉상드르 데스플라 - 《인터스텔라》 - 한스 치머 - 《미스터 터너》 - 게리 예숀 - 《사랑에 대한 모든 것》 - 요한 요한손 | - "Glory" (셀마) - 존 레전드, 코먼 - "Everything Is Awesome" (레고 무비) - 숀 패터슨 - "Grateful" (블랙버드) - 다이앤 워런 - "I'm Not Gonna Miss You" (아윌 비 미) - 글렌 캠벨, 줄리언 레이먼드 - "Lost Stars" (비긴 어게인) - 그레그 알렉산더, 다니엘 브리스부아 |
| 음향편집상 | 음향효과상 |
| - 《아메리칸 스나이퍼》 - 앨런 로버트 머리, 법 아스먼 - 《버드맨》 - 마틴 에르난데스, 에런 글래스콕 - 《호빗: 다섯 군대 전투》 - 브렌트 버지, 제이슨 캐노버스 - 《인터스텔라》 - 리처드 킹 - 《언브로큰》 - 베키 설리번, 앤드루 디크리스토파로 | - 《위플래쉬》 - 크레이그 맨, 벤 윌킨스, 토머스 컬레이 - 《아메리칸 스나이퍼》 - 존 리츠, 그레그 루들로프, 월트 마틴 - 《버드맨》 - 존 테일러, 프랭크 A. 몬타뇨, 토머스 바르가 - 《인터스텔라》 - 게리 A. 리조, 그레그 랜데이커, 마크 바인가르텐 - 《언브로큰》 - 존 테일러, 프랭크 A. 몬타뇨, 데이비드 리 |
| 미술상 | 촬영상 |
| - 《그랜드 부다페스트 호텔》 - 애덤 스톡하우젠 (프러덕션 디자인), 애나 피녹 (세트 장식) - 《이미테이션 게임》 - 마리아 듀코빅 (프러덕션 디자인), 타티아나 맥도널드 (세트 장식) - 《인터스텔라》 - 네이선 크롤리 (프러덕션 디자인), 게리 페치스 (세트 장식) - 《숲속으로》 - 데니스 개스너 (프러덕션 디자인), 애나 피녹 (세트 장식) - 《미스터 터너》 - 수지 데이비스 (프러덕션 디자인), 샬럿 왓츠 (세트 장식) | - 《버드맨》 - 에마누엘 루베스키 - 《그랜드 부다페스트 호텔》 - 로버트 요먼 - 《이다》 - 루카스 잘, 리샤드 렌체우스키 - 《미스터 터너》 - 딕 포프 - 《언브로큰》 - 로저 디킨스 |
| 분장상 | 의상상 |
| - 《그랜드 부다페스트 호텔》 - 프랜시스 해넌, 마크 콜리어 - 《폭스캐처》 - 빌 코소, 데니스 리더드 - 《가디언즈 오브 갤럭시》 - 엘리자베스 이아니 조르주, 데이비드 화이트 | - 《그랜드 부다페스트 호텔》 - 밀레나 카노네로 - 《인히어런트 바이스》 - 마크 브리지스 - 《숲속으로》 - 콜린 애투드 - 《말레피센트》 - 애나 B. 셰퍼드, 제인 클라이브 - 《미스터 터너》 - 재클린 듀런 |
| 편집상 | 시각효과상 |
| - 《위플래쉬》 - 톰 그로스 - 《아메리칸 스나이퍼》 - 조엘 콕스, 게리 D. 로치 - 《보이후드》 - 샌드라 어데어 - 《그랜드 부다페스트 호텔》 - 바니 필링 - 《이미테이션 게임》 - 윌리엄 골든버그 | - 《인터스텔라》 - 폴 프랭클린, 앤드루 로클레브, 이언 헌터, 스콧 피셔 - 《캡틴 아메리카: 윈터 솔져》 - 댄 덜루, 러셀 얼, 브라이언 그릴, 댄 수딕 - 《혹성탈출: 반격의 서막》 - 조 레터리, 댄 레먼, 대니얼 배럿, 에릭 윙기스트 - 《가디언즈 오브 갤럭시》 - 스테퍼니 세러티, 니컬러스 에이서디, 조너선 포크너, 폴 코볼드 - 《엑스맨: 데이즈 오브 퓨처 패스트》 - 리처드 스태머스, 루 페코라, 팀 크로즈비, 캐머런 월드바우어 |

### 아카데미 명예상
- 장 클로드 카리에
- 미야자키 하야오
- 모린 오하라

#### 진 허숄트 박애상
- 해리 벨라폰테

### 최다 후보 작품
| 다음의 17개의 작품이 여러 후보에 올랐다. \| 후보 수 \| 영화 \| \| ------- \| -------------------------- \| \| 9 \| 《버드맨》 \| \| 9 \| 《그랜드 부다페스트 호텔》 \| \| 8 \| 《이미테이션 게임》 \| \| 6 \| 《아메리칸 스나이퍼》 \| \| 6 \| 《보이후드》 \| \| 5 \| 《폭스캐처》 \| \| 5 \| 《인터스텔라》 \| \| 5 \| 《사랑에 대한 모든 것》 \| \| 5 \| 《위플래쉬》 \| \| 4 \| 《미스터 터너》 \| \| 3 \| 《숲속으로》 \| \| 3 \| 《언브로큰》 \| \| 2 \| 《가디언즈 오브 갤럭시》 \| \| 2 \| 《이다》 \| \| 2 \| 《인히어런트 바이스》 \| \| 2 \| 《셀마》 \| \| 2 \| 《와일드》 \| |                            |
| 후보 수 | 영화                       |
| 9 | 《버드맨》                 |
| 9 | 《그랜드 부다페스트 호텔》 |
| 8 | 《이미테이션 게임》        |
| 6 | 《아메리칸 스나이퍼》      |
| 6 | 《보이후드》               |
| 5 | 《폭스캐처》               |
| 5 | 《인터스텔라》             |
| 5 | 《사랑에 대한 모든 것》    |
| 5 | 《위플래쉬》               |
| 4 | 《미스터 터너》            |
| 3 | 《숲속으로》               |
| 3 | 《언브로큰》               |
| 2 | 《가디언즈 오브 갤럭시》   |
| 2 | 《이다》                   |
| 2 | 《인히어런트 바이스》      |
| 2 | 《셀마》                   |
| 2 | 《와일드》                 |

## 같이 보기
- 제21회 미국 배우 조합상
- 제35회 골든 래즈베리상
- 제67회 프라임타임 에미상
- 제68회 영국 아카데미 영화상
- 제72회 골든 글로브상